# Liste der Stolpersteine in Ühlingen-Birkendorf
Diese Liste der Stolpersteine in Ühlingen-Birkendorf führt die vom Künstler Gunter Demnig verlegten Stolpersteine in Ühlingen-Birkendorf auf. Mit ihnen soll Opfern des Nationalsozialismus gedacht werden, die in Ühlingen-Birkendorf lebten und wirkten.
Die bislang einzige Verlegung von Stolpersteinen in Ühlingen-Birkendorf fand am 23. Juni 2022 statt. Es wurde ein Stolperstein verlegt, um dem Opfer zu gedenken.

## Verlegte Stolpersteine
| Bild | Inschrift | Adresse                      | Zusätzliche Informationen |
| ---- | --- | ---------------------------- | ------------------------- |
|      | Hier wohnte Creszentia Blatter Jg. 1911 eingewiesen 1940 Heilanstalt Emmendingen 'verlegt' 23.9.1940 Grafeneck ermordet 23.9.1940 'Aktion T4' | Schwarzwaldstraße (Standort) |                           |

- Karte mit allen Koordinaten:
- OSM |
- WikiMap